# Saison 1984-1985 du Montpellier Paillade Sport Club
Maillots
Chronologie
Saison précédente Saison suivante
La saison 1984-1985 du Montpellier PSC a vu le club évoluer en Division 2 pour la troisième saison consécutive.
Alors que le club bataille toute la saison pour rester dans les trois premiers du classement synonyme d'accession aux barrages de promotion, les pailladins craquent dans la dernière ligne droite et terminent à la 4e place du groupe B, la plus mauvaise des positions.
Le parcours en Coupe de France n'est guère plus brillant que les saisons précédentes et s'arrête en trente-deuxièmes de finale face au Paris Saint-Germain.

## Déroulement de la saison

### Inter-saison
Alors que Bernard Ducuing prend sa retraite et que Jean-Louis Gasset et Régis Durand s'en approchent, les jeunes pousses du centre de formation gagnent de plus en plus de temps de jeu. Le Montpellier PSC se retrouvent alors avec plus de la moitié de l'équipe issue de son Centre de Formation et notamment les nouveau arrivant que sont Radouane Abbes, Robin Huc ou Jean-François Scala.
Sur le plans des transferts, les dirigeants continuent à agir dans la sagesse puisque seuls Bruno Blachon, Philippe Millot et Bernard Tischner viennent renforcer le groupe.

### Championnat
L'Olympique de Marseille monté en Division 1, les nouveaux ogres du groupe sud de Division 2 s'appellent l'AS Saint-Étienne et le Nîmes Olympique tous juste descendu de l'élite.
Le championnat reste cependant très serré de bout en bout malgré la nette domination de l'OGC Nice et des verts d'Henryk Kasperczak. Cependant, c'est lors de la dernière journée que les pailladins vont craquer en s'inclinant contre l'AS Béziers au Stade de la Mosson, sauvant ainsi les bitterois de la relégation, mais ratant les barrages pour un petit point derrière les crocodiles. Cet échec est fatal à Robert Nouzaret, qui sera remplacé à l'inter-saison par le manager général du club, Michel Mézy.

### Coupes nationales
En Coupe de France, le parcours est peu glorieux, puisque après avoir sortie des équipes de seconde zone, les pailladins sont éliminés en 32e de finales par le Paris Saint-Germain aux tirs au but (8-7).

## Joueurs et staff

### Transferts
| Été 1985            |             |                           |                        |            |
| Nom                 | Nationalité | Transfert                 | Provenance/Destination | Division   |
| Arrivées            |             |                           |                        |            |
| Bruno Blachon       | France      | Transfert                 | AS Béziers             | Division 2 |
| Philippe Millot     | France      | Transfert                 | FC Martigues           | Division 2 |
| Radouane Abbes      | Algérie     | Premier contrat pro       |                        |            |
| Bernard Tischner    | France      | Transfert                 | Stade rennais          | Division 2 |
| Jean-François Scala | France      | Premier contrat pro       |                        |            |
| Départs             |             |                           |                        |            |
| Bernard Ducuing     | France      | Fin de contrat (Retraite) |                        |            |
| Mario Nardelli      | France      | Transfert                 | Stade de Reims         | Division 2 |
| Roger Alleman       | France      | Transfert                 | AS Béziers             | Division 2 |

## Rencontres de la saison

### Division 2
| Tour       | Adversaire              | Lieu | Résultat | Buteurs du MPSC                                                                          |
| Journée 1  | AS Béziers              | Dom. | 3-0      | Jean-Pierre Kern · Jean-Pierre Orts                                                      |
| Journée 2  | Limoges FC              | Dom. | 1-0      | Jean-Pierre Orts                                                                         |
| Journée 3  | Olympique d'Alès        | Ext. | 0-1      | -                                                                                        |
| Journée 4  | USJOA Valence           | Dom. | 6-2      | Jean-Pierre Orts · Jean-Pierre Kern · Sandor Zombori · Jean-Michel Guédé · (c.s.c.) Pons |
| Journée 5  | AEP Bourg-sous-la-Roche | Ext. | 1-1      | Richard Toutain                                                                          |
| Journée 6  | OGC Nice                | Dom. | 2-2      | Jean-Pierre Kern · Jean-Pierre Orts                                                      |
| Journée 7  | Nîmes Olympique         | Ext. | 1-1      | Jean-Pierre Orts                                                                         |
| Journée 8  | FC Sète                 | Dom. | 3-0      | Buteurs inconnus                                                                         |
| Journée 9  | Olympique lyonnais      | Ext. | 1-1      | Buteur inconnu                                                                           |
| Journée 10 | FC Gueugnon             | Dom. | 4-0      | Richard Toutain · Jean-Pierre Orts · Sandor Zombori · Jean-Michel Guédé                  |
| Journée 11 | CS Louhans-Cuiseaux     | Ext. | 2-0      | Jean-Marc Valadier · Jean-Pierre Kern                                                    |
| Journée 12 | FC Grenoble Dauphiné    | Dom. | 5-0      | Bruno Blachon · Jean-Pierre Orts · Sandor Zombori · Jean-Pierre Kern                     |
| Journée 13 | FC Martigues            | Ext. | 0-2      | -                                                                                        |
| Journée 14 | CS Thonon               | Dom. | 1-0      | Jean-Pierre Orts                                                                         |
| Journée 15 | USF Le Puy              | Ext. | 0-1      | -                                                                                        |
| Journée 16 | AS Cannes               | Dom. | 3-3      | Jean-Pierre Kern · Jean-Pierre Orts · Jean-Michel Guédé                                  |
| Journée 17 | AS Saint-Etienne        | Ext. | 0-2      | -                                                                                        |
| Journée 18 | Olympique d'Alès        | Dom. | 2-1      | Bruno Blachon · Jean-Michel Guédé                                                        |
| Journée 19 | Limoges FC              | Ext. | 1-1      | (c.s.c.) Dagnan                                                                          |
| Journée 20 | AEP Bourg-sous-la-Roche | Dom. | 3-1      | Jean-Michel Guédé · Bruno Blachon · Jean-Marc Valadier                                   |
| Journée 21 | OGC Nice                | Ext. | 2-3      | Jean-Marc Valadier · Jean-Pierre Orts                                                    |
| Journée 22 | Nîmes Olympique         | Dom. | 2-2      | Gérald Passi · Jean-Michel Guédé                                                         |
| Journée 23 | FC Sète                 | Ext. | 0-0      | -                                                                                        |
| Journée 24 | Olympique lyonnais      | Dom. | 1-0      | Pascal Baills                                                                            |
| Journée 25 | FC Gueugnon             | Ext. | 2-2      | Jean-Pierre Orts · Gérald Passi                                                          |
| Journée 26 | CS Louhans-Cuiseaux     | Dom. | 1-0      | Jean-Pierre Orts                                                                         |
| Journée 27 | FC Grenoble Dauphiné    | Ext. | 0-1      | -                                                                                        |
| Journée 28 | FC Martigues            | Dom. | 3-1      | Laurent Blanc · Jean-Marc Valadier                                                       |
| Journée 29 | USJOA Valence           | Ext. | 3-1      | Jean-Marc Valadier · Jean-Pierre Orts                                                    |
| Journée 30 | CS Thonon               | Ext. | 2-4      | Richard Toutain · Jean-Marc Valadier                                                     |
| Journée 31 | USF Le Puy              | Dom. | 2-2      | Jean-Pierre Orts · Laurent Blanc                                                         |
| Journée 32 | AS Cannes               | Ext. | 0-0      | -                                                                                        |
| Journée 33 | AS Saint-Etienne        | Dom. | 1-0      | Jean-Marc Valadier                                                                       |
| Journée 34 | AS Béziers              | Ext. | 1-2      | Gérald Passi                                                                             |

### Coupe de France
| Tour            | Adversaire                        | Lieu | Résultat                    | Buteurs du MPSC  |
| 7e tour         | AS Hospitaliers Montpellier (DHR) | Dom. | 1-0                         | Jean-Pierre Orts |
| 8e tour         | AS Angoulême (Division 3)         | Ext. | 2-1                         | Jean-Pierre Kern |
| 1/32e de finale | Paris Saint-Germain (Division 1)  | Alès | 0-0 (a.p.) Tir au but : 7-8 | -                |

## Statistiques

### Statistiques collectives
| Compétition     | Débute au tour | Place ou tour final | Matches joués | Gagnés | Nuls | Perdus | Buts pour | Buts contre | Différence |
| Division 2      | -              | 4e                  | 34            | 15     | 11   | 8      | 59        | 37          | +22        |
| Coupe de France | 7e tour        | 1/32e de finale     | 3             | 2      | 1    | 0      | 3         | 1           | +2         |
| Total           | -              | -                   | 37            | 17     | 12   | 8      | 62        | 38          | +24        |

### Statistiques individuelles
| Nat. | Nom      | Division 2 | Division 2  | Division 2 | Division 2   | Coupe de France | Coupe de France | Coupe de France | Coupe de France | Total | Total       | Total  | Total        |
| Nat. | Nom      | M.j.       | But inscrit | Averti     | Carton rouge | M.j.            | But inscrit     | Averti          | Carton rouge    | M.j.  | But inscrit | Averti | Carton rouge |
|      | Deplagne | 32         | 0           | 0          | 0            | 1               | 0               | 0               | 0               | 33    | 0           | 0      | 0            |
|      | Huc      | 0          | 0           | 0          | 0            | 2               | 0               | 0               | 0               | 2     | 0           | 0      | 0            |
|      | Blachon  | 25         | 2           | 0          | 0            | 1               | 0               | 0               | 0               | 26    | 2           | 0      | 0            |
|      | Cristol  | 0          | 0           | 0          | 0            | 0               | 0               | 0               | 0               | 0     | 0           | 0      | 0            |
|      | Baills   | 27         | 1           | 0          | 0            | 1               | 0               | 0               | 0               | 28    | 1           | 0      | 0            |
|      | Millot   | 19         | 0           | 0          | 0            | 1               | 0               | 0               | 0               | 20    | 0           | 0      | 0            |
|      | Abbes    | 3          | 0           | 0          | 0            | 0               | 0               | 0               | 0               | 3     | 0           | 0      | 0            |
|      | Durand   | 3          | 0           | 0          | 0            | 0               | 0               | 0               | 0               | 3     | 0           | 0      | 0            |
|      | Toutain  | 28         | 3           | 0          | 0            | 0               | 0               | 0               | 0               | 28    | 3           | 0      | 0            |
|      | Tischner | 27         | 0           | 0          | 0            | 1               | 0               | 0               | 0               | 28    | 0           | 0      | 0            |
|      | Passi    | 32         | 0           | 0          | 0            | 1               | 0               | 0               | 0               | 33    | 0           | 0      | 0            |
|      | Passi    | 23         | 3           | 0          | 0            | 1               | 0               | 0               | 0               | 24    | 3           | 0      | 0            |
|      | Massol   | 0          | 0           | 0          | 0            | 0               | 0               | 0               | 0               | 0     | 0           | 0      | 0            |
|      | Scala    | 2          | 0           | 0          | 0            | 0               | 0               | 0               | 0               | 2     | 0           | 0      | 0            |
|      | Gasset   | 12         | 0           | 0          | 0            | 0               | 0               | 0               | 0               | 12    | 0           | 0      | 0            |
|      | Ferhaoui | 3          | 0           | 0          | 0            | 0               | 0               | 0               | 0               | 3     | 0           | 0      | 0            |
|      | Zombori  | 25         | 4           | 0          | 1            | 1               | 0               | 0               | 0               | 26    | 4           | 0      | 1            |
|      | Valadier | 27         | 9           | 0          | 0            | 1               | 0               | 0               | 0               | 28    | 9           | 0      | 0            |
|      | Guédé    | 32         | 6           | 0          | 0            | 1               | 0               | 0               | 0               | 33    | 6           | 0      | 0            |
|      | Kern     | 19         | 7           | 0          | 0            | 1               | 2               | 0               | 0               | 20    | 9           | 0      | 0            |
|      | Orts     | 32         | 21          | 0          | 0            | 3               | 1               | 0               | 0               | 35    | 22          | 0      | 0            |
|      | Blanc    | 32         | 5           | 0          | 0            | 1               | 0               | 0               | 0               | 33    | 5           | 0      | 0            |
|      | Soria    | 2          | 0           | 0          | 0            | 0               | 0               | 0               | 0               | 2     | 0           | 0      | 0            |

### Autres statistiques
| Meilleurs buteurs \| Joueur \| Total \| \| Jean-Pierre Orts \| 22 \| \| Jean-Marc Valadier \| 9 \| \| Jean-Pierre Kern \| 9 \| \| Jean-Michel Guédé \| 6 \| \| Laurent Blanc \| 5 \| \| Sandor Zombori \| 4 \| \| Gérald Passi \| 3 \| \| Richard Toutain \| 3 \| \| Bruno Blachon \| 2 \| \| Pascal Baills \| 1 \| | Equipe type de la saison Deplagne Baills Blachon F. Passi Toutain Tischner G. Passi Blanc Valadier Guédé Orts D'après les temps de jeu à leur poste. |  |
| Joueur | Total |  |
| Jean-Pierre Orts | 22 |  |
| Jean-Marc Valadier | 9 |  |
| Jean-Pierre Kern | 9 |  |
| Jean-Michel Guédé | 6 |  |
| Laurent Blanc | 5 |  |
| Sandor Zombori | 4 |  |
| Gérald Passi | 3 |  |
| Richard Toutain | 3 |  |
| Bruno Blachon | 2 |  |
| Pascal Baills | 1 |  |

Buts
- Premier but de la saison :   Jean-Pierre Kern contre l'AS Béziers lors de la 1re journée de championnat
- Premier doublé :    Jean-Pierre Orts contre l'AS Béziers lors de la 1re journée de championnat
- Plus grande marge : 5 buts (marge positive) 5-0 contre le FC Grenoble Dauphiné lors de la 12e journée de championnat
- Plus grand nombre de buts dans une rencontre : 8 buts 6-2 contre l'USJOA Valence lors de la 4e journée de championnat